# Jeanne Gillet-Lefebvre
Jeanne Gillet-Lefebvre (Sainte-Marie-sur-Semois, 4 de febrero de 1932 - Arlon, 18 de octubre de 2015) fue una brióloga, botánica, taxónoma, y exploradora belga-francesa.
Desarrolló su carrera académica y científica, como profesora del Instituto de Morfología y Sistemática de Plantas de Botánica, de la Facultad de Ciencias, de la Universidad de Lieja; y también en Facultades de la Universidad Nuestra Señora de la Paz. Departamento de Botánica, en Namur.

## Algunas publicaciones
- jeanne Gillet-Lefebvre. 1967. Les Plagiotheciaceae de Belgique se différencient par les caractères des propagules et des spores. Bull. du Jardin botanique National de Belgique / Bulletin van de Nationale Plantentuin van België 37 (4): 447-455[6]
- id. 1965. Contribution a l'étude systématique des Plagiotheciaceae de la flore belge. Bull. du Jardin botanique de l'État a Bruxelles 35 (1): 1-61 DOI: 10.2307/3667262[7]

## Membresía
- Miembro de la Société Botanique de France[8]